# Glenea cylindrepomoides
Glenea cylindrepomoides là một loài bọ cánh cứng trong họ Cerambycidae.